# 이금옥
이금옥(李錦玉, 1929년 1월 30일~2019년 7월 2일)은 대한민국의 여성 아동 문학 작가이다. 재일 한국인이며, 일본 오사카에서 태어났다.

## 저서
- 『산넨 고개 한국의 무시무시함』박민기에 이와사키 서점 1981 이후 포문고
- 『요와무시고우케쓰 한국의 이야기 1』 박민기화 태평출판사 1981
- 『 울부짖는 벼 담배 한국의 묵묵함 』 박민기화 이와사키 서점 1985
- 『사과의 오쿠리모노』 박민기화 한국청년사 1987 한국명작 그림책 시리즈
- 『이제 사라진 것은 이금옥시집』테라인쿠 2004 아이시의 포켓
- '이금옥·한귀의 옛날 이야기' 김정애화 소년 사진신문사 2009
  - 「귀신의 케비는 낯설자」
  - 「먹어보자의 호랑이와 할머니」
  - 「씹는 빨갛게 꽃」